# Docomo PRIME series
docomo PRIME series（ドコモ プライム シリーズ）は、2008年11月に発表された株式会社NTTドコモのFOMA式携帯電話型番のコンセプトのひとつで、最新機能と最新スタイルやデザインをコンセプトとした携帯電話のシリーズのことである。
同時期に発表されたコンセプトには、ほかにdocomo STYLE series、docomo SMART series、docomo PRO seriesがある。

## 概要
NTTドコモでは、それまで高機能型の製品群には「90xi」、デザイン重視の製品群には「70xi」と、型番で区別する方法を採っていた。
しかし、「70xi」シリーズの機能が次第に向上し、中には「90xi」とあまり変わらないものまで現れるようになった。
そのため、従来の型番設定ルールを抜本的に見直した結果、2008年11月に生まれたシリーズの一つである。
「PRIME」は最新機能の豊富さを重視したもの（旧「90xi」相当）となっている。このため、価格も1台6万円前後となり、外観のデザインを重視した「STYLE」（特に706ieシリーズ後継の「シンプルデザインケータイ」系）に比べ、やや高めに設定されている。
コンセプトカラーはプライムイエロー。メディア広告のキャラクターには、松山ケンイチが起用されていた（2010年4月まで）。
2011年9月8日NTTドコモは2011年夏モデルを最後に「docomo PRIME series」の廃止を発表した。2011年冬モデル以降従来の「PRIME」に相当する端末は、「STYLE」で発売される。

## 機種
| 機種                      | 個別ブランド                                   | 発売日                 | メーカ                                                    | 備考                                            |
| 2008年-2009年 冬モデル    | 2008年-2009年 冬モデル                         | 2008年-2009年 冬モデル | 2008年-2009年 冬モデル                                    | 2008年-2009年 冬モデル                          |
| ------------------------- | ---------------------------------------------- | ---------------------- | --------------------------------------------------------- | ----------------------------------------------- |
| F-01A                     | ハイスペック×防水ケータイ                      | 2008年11月19日         | 富士通                                                    |                                                 |
| P-01A                     | VIERAケータイ                                  | 2008年11月19日         | パナソニックモバイル コミュニケーションズ                 | 2WAYキー採用                                    |
| SH-01A                    | AQUOSケータイ                                  | 2008年11月20日         | シャープ                                                  |                                                 |
| N-01A                     | Newスタイルケータイ                            | 2008年11月21日         | 日本電気                                                  |                                                 |
| SH-03A                    |                                                | 2008年12月19日         | シャープ                                                  |                                                 |
| L-01A                     |                                                | 2008年12月26日         | LGエレクトロニクス ・ジャパン                             |                                                 |
| F-03A                     | スライドタッチケータイ                         | 2009年1月24日          | 富士通                                                    |                                                 |
| 2009年 夏モデル           |                                                |                        |                                                           |                                                 |
| N-06A                     | 8.1メガカメラ&Wi-Fi搭載の タッチパネルケータイ | 2009年5月22日          | 日本電気                                                  | 無線LAN対応                                     |
| P-07A                     | トリニティースタイルVIERAケータイ              | 2009年5月22日          | パナソニックモバイル コミュニケーションズ                 |                                                 |
| F-09A                     | スライドヨコモーション                         | 2009年6月10日          | 富士通                                                    |                                                 |
| SH-06A                    | AQUOS SHOT                                     | 2009年6月11日          | シャープ                                                  | 派生機種 SH-06A NERV                            |
| N-07A                     | SPORTS EDITION                                 | 2009年7月10日          | 日本電気                                                  | 佐藤可士和監修                                  |
| L-06A                     | LGジャパンモデル                               | 2009年9月9日           | LGエレクトロニクス ・ジャパン                             | HSUPA対応                                       |
| 2009年冬 - 2010年春モデル |                                                |                        |                                                           |                                                 |
| SH-01B                    | AQUOS SHOT                                     | 2009年11月20日         | シャープ                                                  |                                                 |
| F-01B                     | ハイスペック防水ケータイ                       | 2009年11月20日         | 富士通                                                    |                                                 |
| P-01B                     | VIERAケータイ                                  | 2009年11月27日         | パナソニックモバイル コミュニケーションズ                 | HSUPA(2Mbps)対応                                |
| N-02B                     | 瞬撮ケータイ                                   | 2009年12月11日         | 日本電気                                                  | 無線LAN、 HSUPA対応                             |
| F-04B                     | セパレートスタイルケータイ                     | 2010年3月26日          | 富士通                                                    | 2010年9月10日に新色発売                         |
| 2010年 夏モデル           |                                                |                        |                                                           |                                                 |
| P-04B                     | VIERAケータイ                                  | 2010年5月26日          | パナソニックモバイル コミュニケーションズ                 | HSUPA(2Mbps)対応                                |
| N-04B                     | 瞬撮ケータイ                                   | 2010年5月27日          | NECカシオモバイル コミュニケーションズ （NECブランド）    | HSUPA対応                                       |
| SH-07B                    | AQUOS SHOT                                     | 2010年5月28日          | シャープ                                                  | HSUPA対応                                       |
| F-06B                     | 防水スライドヨコモーション                     | 2010年6月12日          | 富士通                                                    | HSUPA対応                                       |
| 2010年冬 - 2011年春モデル |                                                |                        |                                                           |                                                 |
| SH-01C                    | AQUOS SHOT                                     | 2010年11月19日         | シャープ                                                  | 無線LAN、 HSUPA対応                             |
| F-01C                     | ハイスペックスリム防水ケータイ                 | 2010年11月19日         | 富士通                                                    | 無線LAN、 HSUPA対応                             |
| P-03C                     | LUMIX Phone                                    | 2010年12月16日         | パナソニックモバイル コミュニケーションズ                 | 無線LAN、 HSUPA(2Mbps)対応                      |
| N-03C                     | トリプルタフネスケータイ                       | 2011年1月8日           | NECカシオモバイル コミュニケーションズ （NECブランド）    | HSUPA対応                                       |
| 2011年 夏モデル           |                                                |                        |                                                           |                                                 |
| SH-10C                    | AQUOS SHOT                                     | 2011年5月27日          | シャープ                                                  | 無線LAN、 HSUPA対応                             |
| F-09C                     | 3Dハイスペック防水ヨコモーション               | 2011年6月24日          | 富士通                                                    | 無線LAN、 HSUPA対応                             |
| P-05C                     | LUMIX Phone                                    | 2011年7月15日          | パナソニック モバイル コミュニケーションズ                | 無線LAN、 HSUPA(2Mbps)対応                      |
| CA-01C                    | EXILIMケータイ                                 | 2011年7月16日          | NECカシオモバイル コミュニケーションズ （カシオブランド） | 無線LAN、 HSUPA対応 docomo PRIME series最終機種 |

NTTドコモは、2009年度HSUPA規格に対応した新機種を投入することを以前から表明していたが、2009年4月28日、東京都の特別区エリアで同年6月に開始する予定であることを正式に発表した。
コンシューマーモデルにおいては、このシリーズが高機能であり、各社とも最初の機種投入から半年近く経つことから、まずこのシリーズの2009年夏モデルであるL-06Aから対応する。なお、シリーズ全機種がHSDPAで7.2Mbps対応となっている。